# Ávgoustos Zerléndis
Ávgoustos Zerléndis  (en grec moderne : Αύγουστος Ζερλέντης, ou plus simplement Augustos Zerlendis), né le 5 novembre 1886 en Égypte et décédé en 1954, est un ancien joueur de tennis grec des années 1920.

## Carrière
Il est huitième de finaliste du tournoi de Wimbledon 1920, il perd contre Zenzo Shimizu (6-3, 6-4, 6-3). Il participe également au tournoi en 1922, 1925, 1928 et 1929, ainsi qu'à Roland-Garros ces deux dernières années. Dans les tournois internationaux, il a remporté les Championnats d'Égypte en 1914, les Championnats d'Europe orientale à quatre reprises et à deux reprises les Internationaux du Caire. Il détient par ailleurs trois titres de Champion de Grèce.
De 1927 à 1931, il joue 7 rencontres pour l'équipe de Grèce de Coupe Davis. Il compte 8 victoires en simple pour 6 défaites et une en double pour 3 défaites.
Il détient le record du match le plus long en nombre de jeux des Jeux olympiques : en 1920, il perd au 2e tour contre Gordon Lowe 14-12, 8-10, 5-7, 6-4, 6-4, soit 76 jeux. Le match a duré près de six heures. Il a aussi participé aux Jeux de 1924, passant un tour dans chacun des tournois (simple, double, mixte).